# Universíada de Verão de 2003

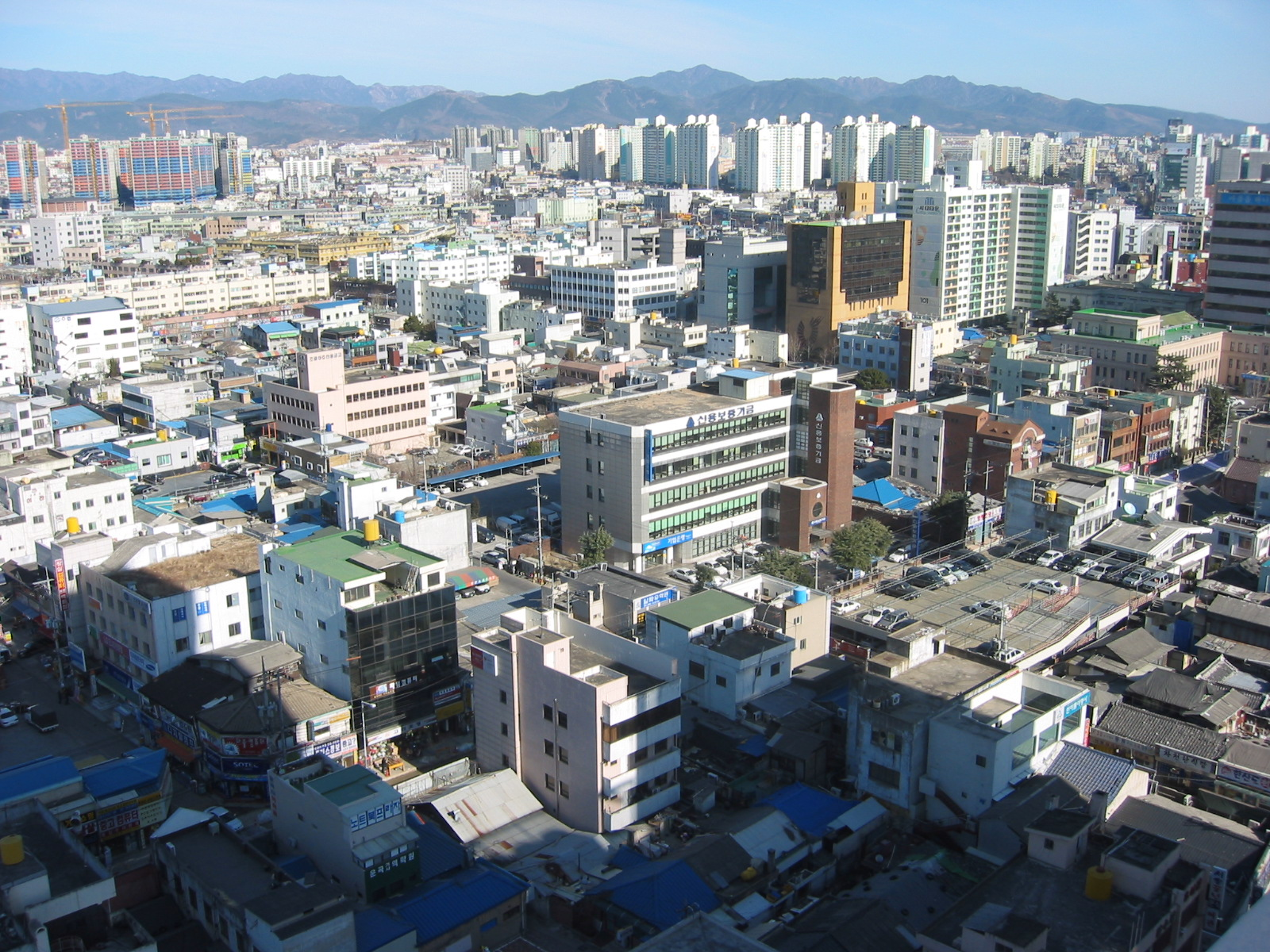
Seul, capital sul-coreana, em 2006.

A XXII Universíada de Verão foi realizada em Daegu, Coreia do Sul entre 21 e 31 de agosto de 2003. As cerimônias foram realizadas no Estádio da Copa do Mundo de Daegu também conhecido como Arco Azul (Blue Arc).

## Medalhas
O Quadro de medalhas é uma lista que classifica as Federações Nacionais de Esportes Universitários (NUSF) de acordo com o número de medalhas conquistadas. O país em destaque é o anfitrião.
| Ordem                                                 | País                | Medalha de ouro | Medalha de prata | Medalha de bronze |    |  |
| ----------------------------------------------------- | ------------------- | --------------- | ---------------- | ----------------- | -- |  |
| 1                                                     | CHN China           | 41              | 27               | 13                | 81 |  |
| 2                                                     | RUS Rússia          | 26              | 22               | 34                | 82 |  |
| 3                                                     | KOR Coreia do Sul   | 26              | 12               | 17                | 55 |  |
| 4                                                     | UKR Ucrânia         | 23              | 15               | 17                | 55 |  |
| 5                                                     | JPN Japão           | 13              | 13               | 21                | 47 |  |
| 6                                                     | FRA França          | 8               | 8                | 4                 | 20 |  |
| 7                                                     | GBR Grã-Bretanha    | 8               | 3                | 6                 | 17 |  |
| 8                                                     | USA Estados Unidos  | 5               | 13               | 18                | 36 |  |
| 9                                                     | PRK Coreia do Norte | 3               | 8                | 3                 | 14 |  |
| 10                                                    | POL Polônia         | 3               | 4                | 3                 | 10 |  |
|                                                       |                     |                 |                  |                   |    |  |
| 22                                                    | BRA Brasil          | 1               | 2                | 8                 | 11 |  |
| Os demais países lusófonos não conquistaram medalhas. |                     |                 |                  |                   |    |  |

## Modalidades
Essas foram as modalidades disputadas. Os números entre parênteses representam o número de eventos de cada modalidade:

### Obrigatórias
As modalidades obrigatórias (oito esportes) são determinadas pela Federação Internacional do Esporte Universitário (FISU) e, salvo alteração feita na Assembléia Geral da FISU, valem para todas as Universíadas de Verão.
| - Atletismo (45) - Basquetebol (2) - Esgrima (12) - Futebol (2) | - Ginástica artística (14) - Ginástica rítmica (8) - Natação (40) - Polo aquático (1) | - Saltos ornamentais (12) - Tênis (5) - Voleibol (2) |

### Opcionais
As modalidades opcionais são determinadas pela Federação Nacional de Esportes Universitários (National University Sports Federation - NUSF) do país organizador e devem ser de, no mínimo, três esportes. O judô ainda era considerado uma modalidade opcional e só passou a ser uma modalidade obrigatória em Banguecoque 2007.
- Judô (18)
- Taekwondo (16)
- Tiro com arco (8)